# Castanet-le-Haut
Castanet-le-Haut település Franciaországban, Hérault megyében. Lakosainak száma 224 fő (2022. január 1.). Castanet-le-Haut Saint-Geniès-de-Varensal, Cambon-et-Salvergues, Rosis, Arnac-sur-Dourdou, Mélagues és Murat-sur-Vèbre községekkel határos.

## Népesség
A település népességének változása:
| Lakosok száma | 222  | 164  | 148  | 186  | 200  | 197  | 206  | 216  | 218  | 224  |
|               | 1968 | 1982 | 1990 | 2006 | 2013 | 2015 | 2017 | 2019 | 2020 | 2022 |